# ۱۵۱۶ هانری
سیارک ۱۵۱۶ (به انگلیسی: 1516 Henry، نامگذاری:1938BG) هزار و پانصد و شانزدهمین سیارک کشف شده‌است که در ۲۸ ژانویه ۱۹۳۸ و در نیس کشف شد.
قدر مطلق سیارک برابر ۱۲٫۳۰ است.